# Çemişgezek (stad)
Çemişgezek is de hoofdplaats van het Turkse district Çemişgezek en telt 3685 inwoners (2000).

## Geboren
- Aurora Mardiganian (1901-1994)